# Бенедіту Калішту
Бенедіту Калішту де Жезус (порт. Benedito Calixto de Jesus; 14 жовтня 1853, Ітаньяен, Бразилія — 31 травня 1927, Сан-Паулу, Бразилія) — бразильський художник, професор, історик та астроном-аматор.

## Біографія
Народився 14 жовтня 1853 в Ітаньяен (зараз це мікрорегіон штату Сан-Паулу, Бразилія). Самоук, перші свої ескізи виконав у віці 8 років. У 16 років переїхав до Сантуса (Сан-Паулу), де був змушений займатися фарбуванням стін і виготовленням рекламних вивісок заради заробітку.
Коли Бенедіту було 17 років, старший брат запросив його до міста Бротас, яке на той час процвітало завдяки торгівлі кавою. Він відповідав за збереження та експлуатацію церковного майна, образів та приміщення, тож певний час Бенедіту допомагав братові. Мешкали вони в будинку, який розташовувався на куті площі, названої пізніше на честь Калішту. У вільний час художник малює пейзажі та сюжетні картини (як-от «Весілля індіанців»), які зараз знаходяться у британських[уточнити] колекціонерів.

## Творчість
Творчість маляра зображає сучасний йому бразильський побут, культура й відомих постатей (як-от портрет бандейранта Домінгоса Жоржі Вельйос (1923)). Постать і творчість Бенедіту Калішту вважається знаковою для бразильського малярства кінця XIX — початку XX ст.

## Галерея

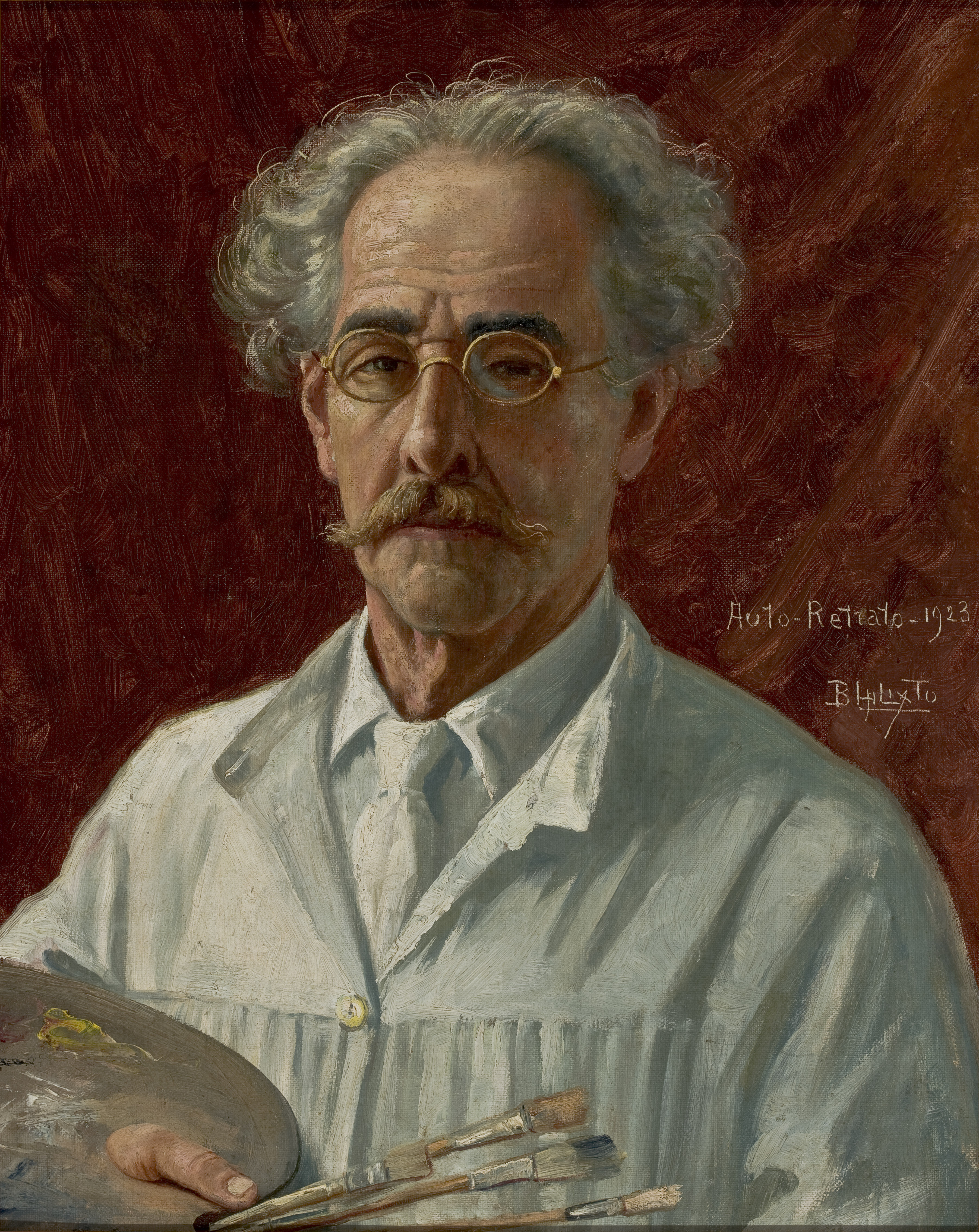
Автопортрет, 1923
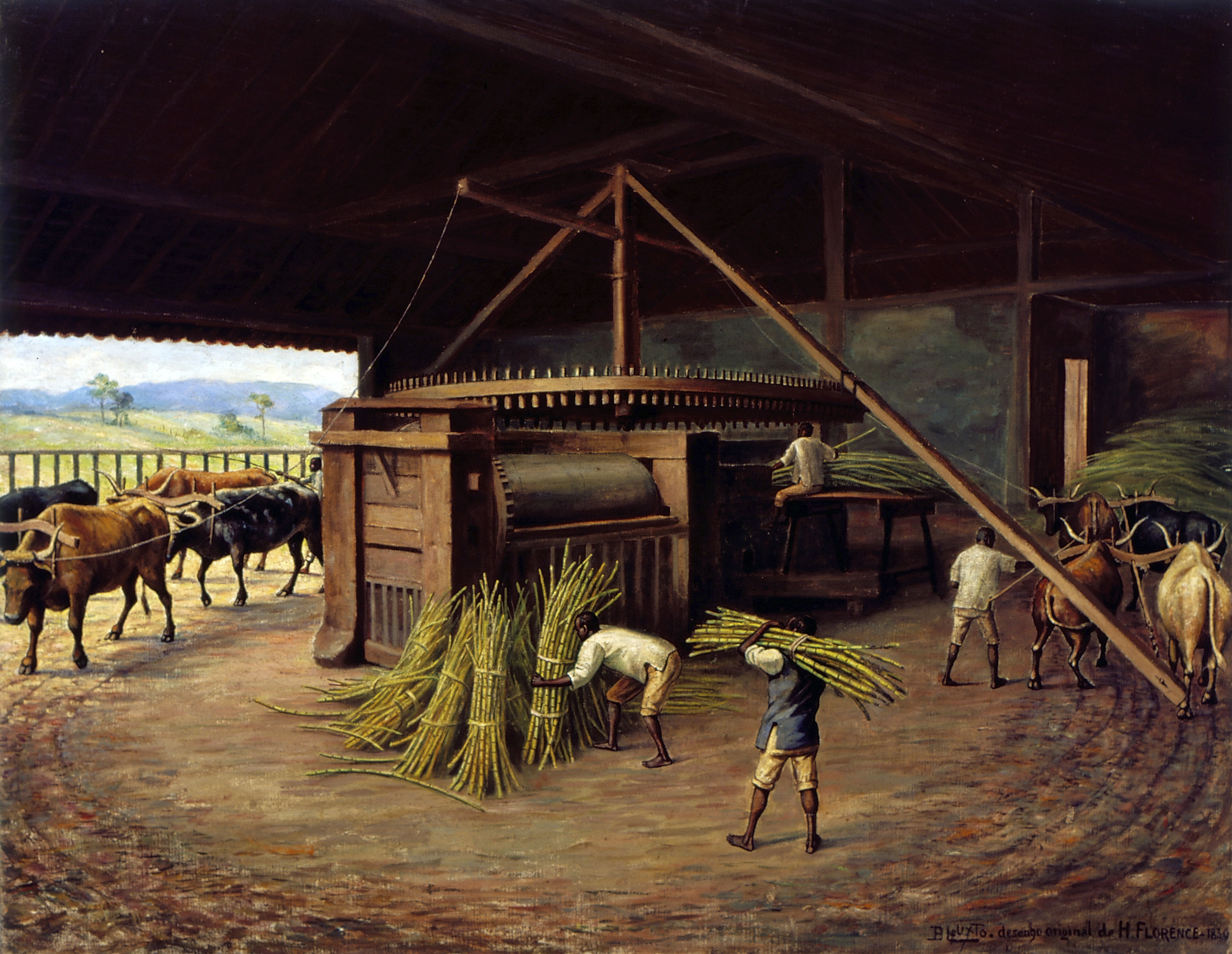
Sugarcane crushing in Cacheira Farm in Campinas
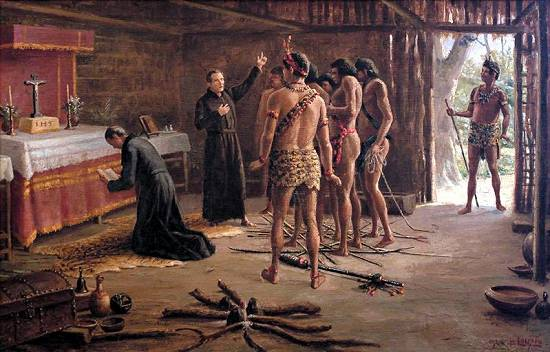
Anchieta e Nóbrega na cabana de Pindobuçu
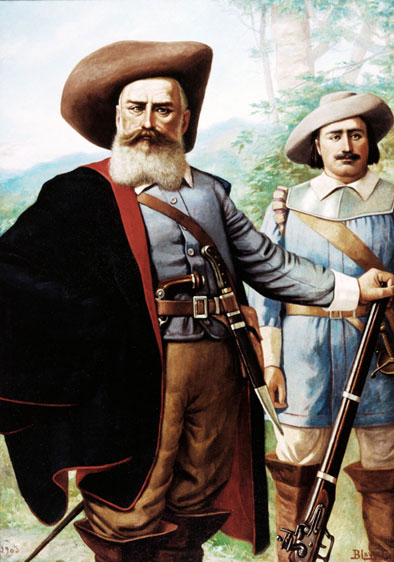
Domingos Jorge Velho
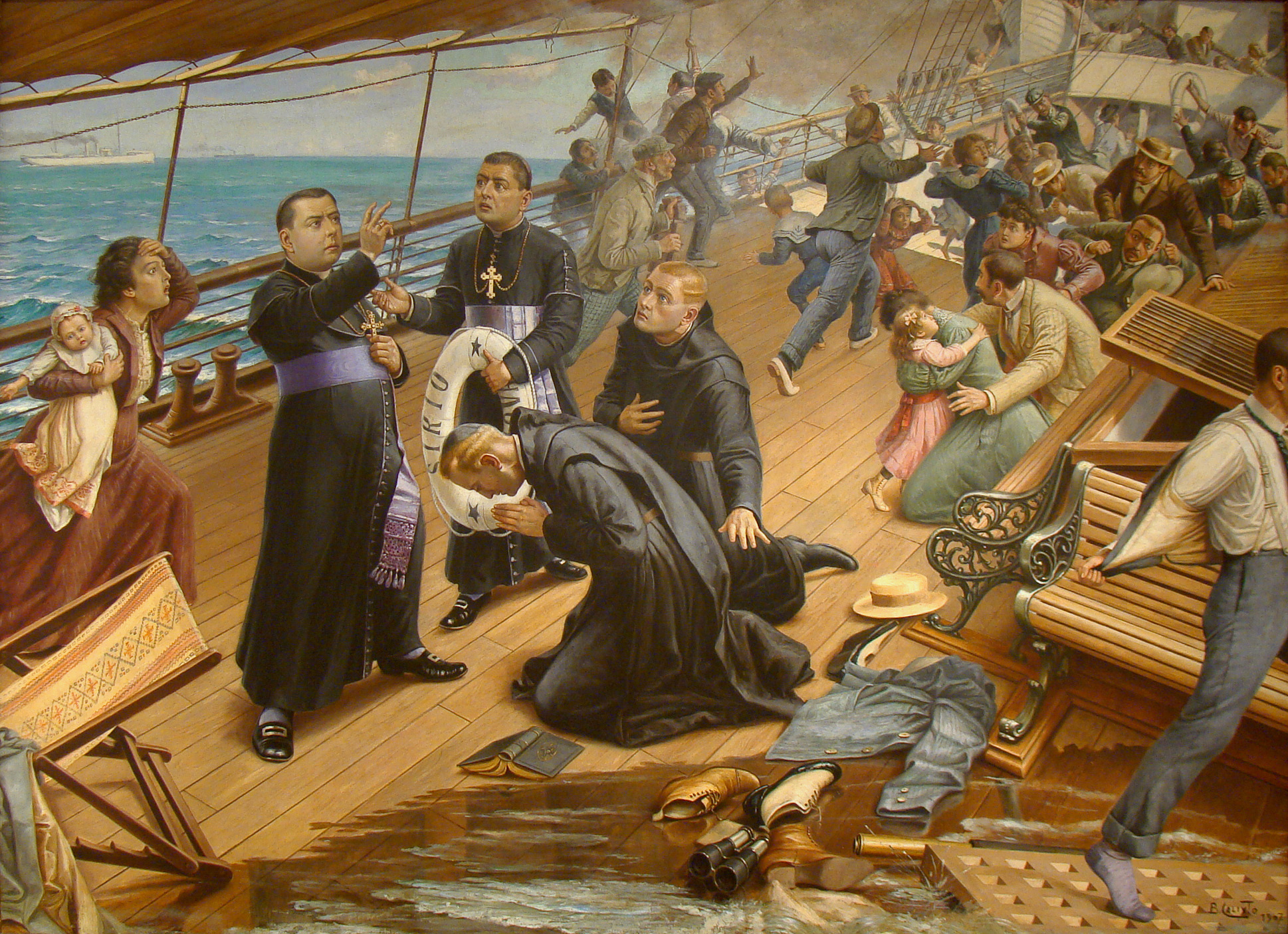
The sinking of the SS Sirio
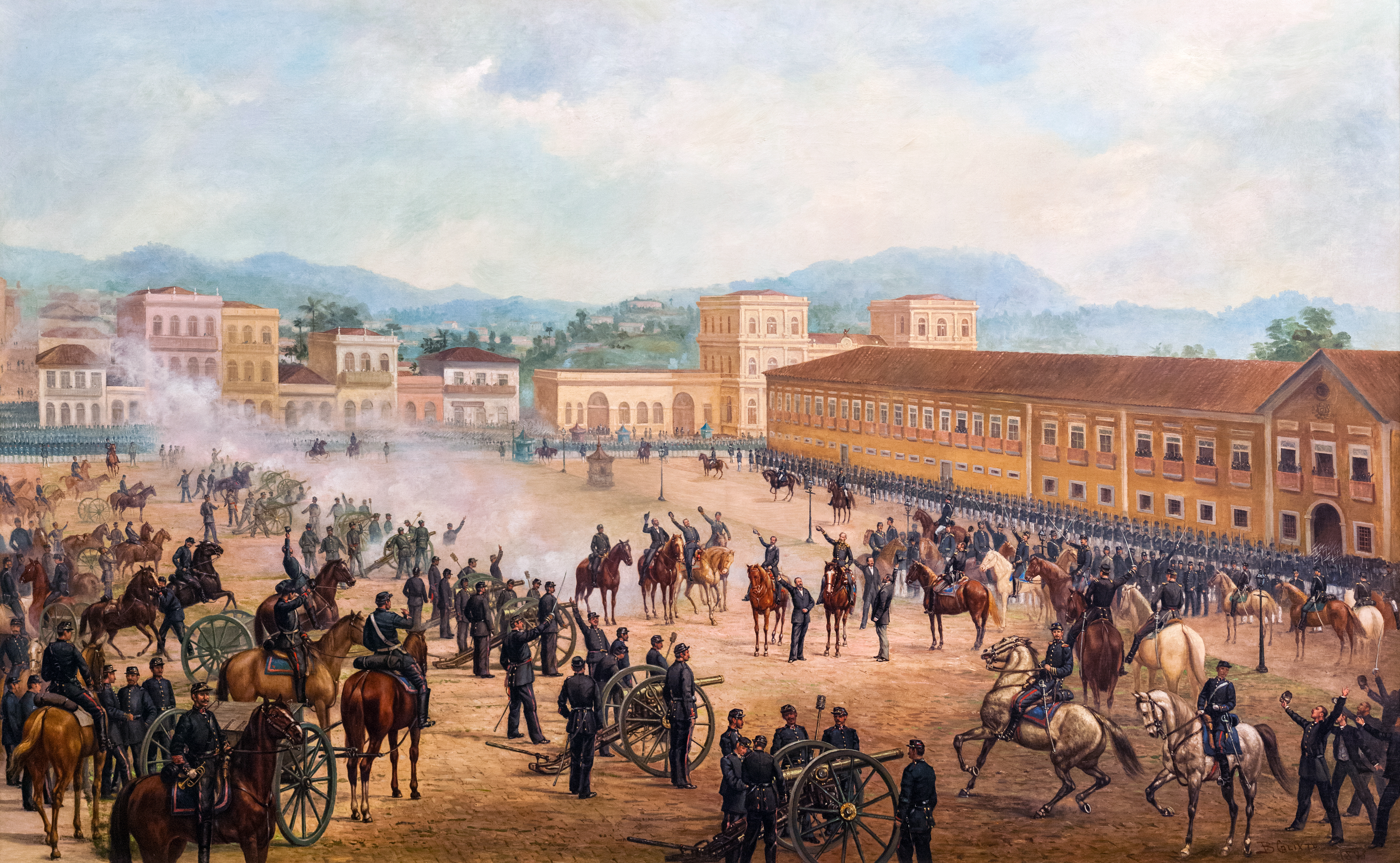
Proclamation of the Brazilian Republic
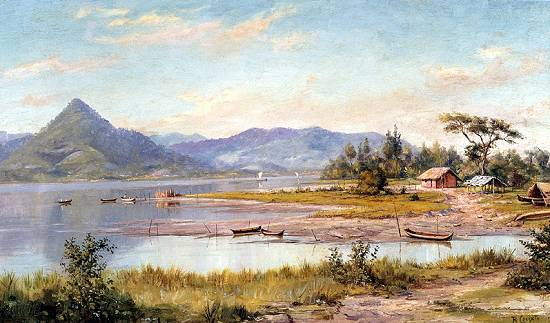
Praia do Itararé, s/d - óleo sobre tela, 37 x 75 cm -  Pinacoteca do Estado de São Paulo
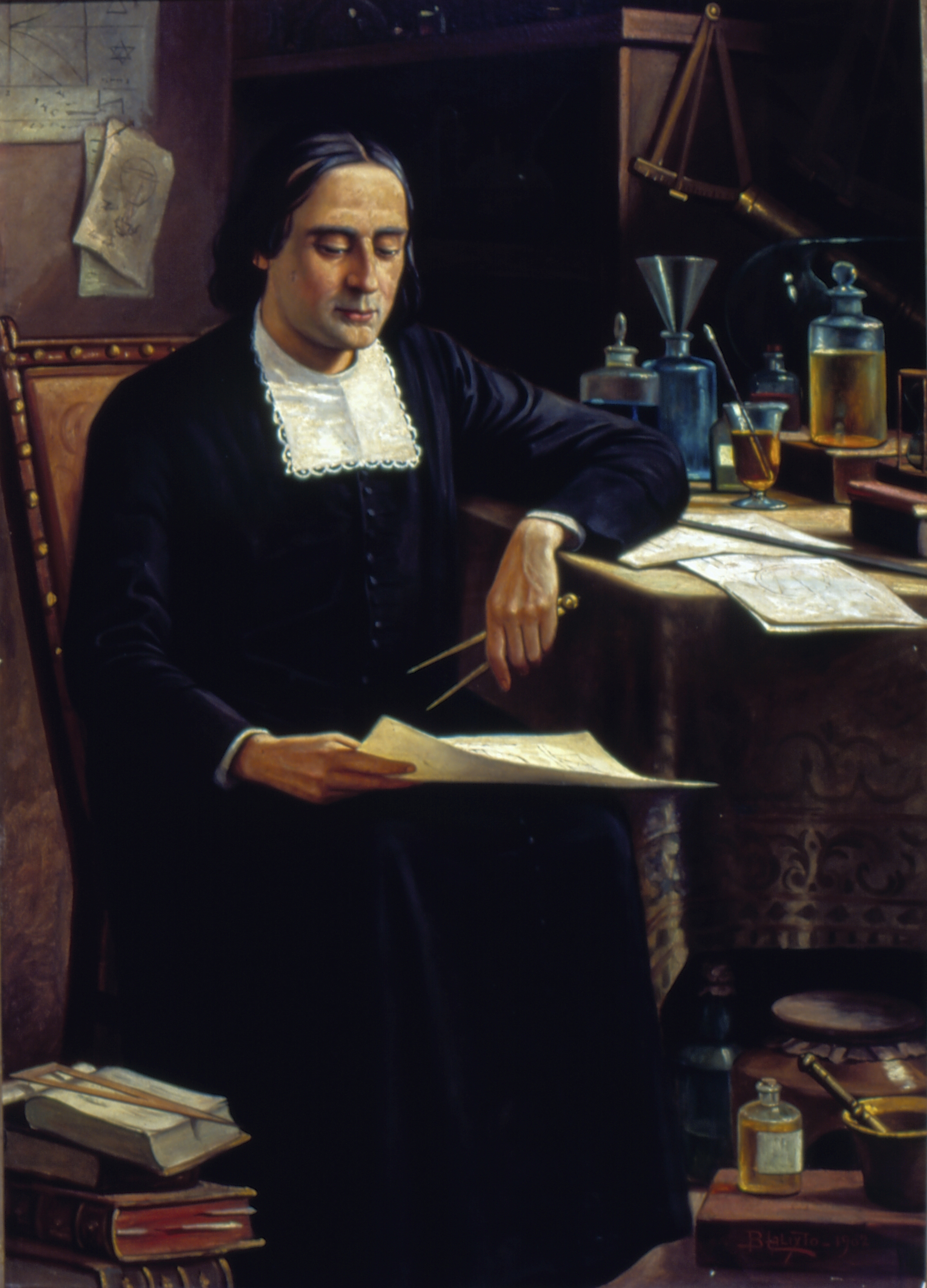
Bartolomeu Lourenço de Gusmão
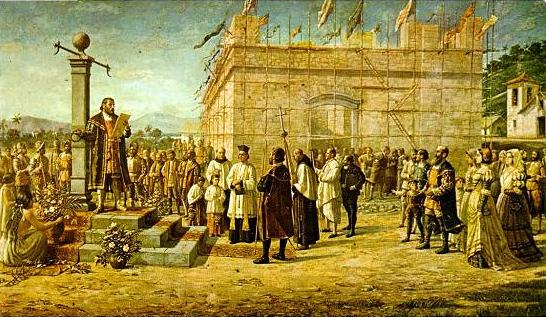
Fundação de Santos
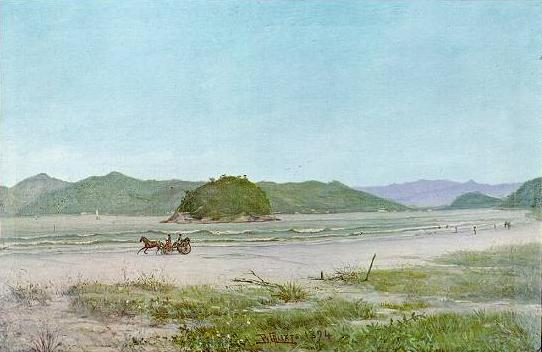
Ilha de Urubuqueçaba
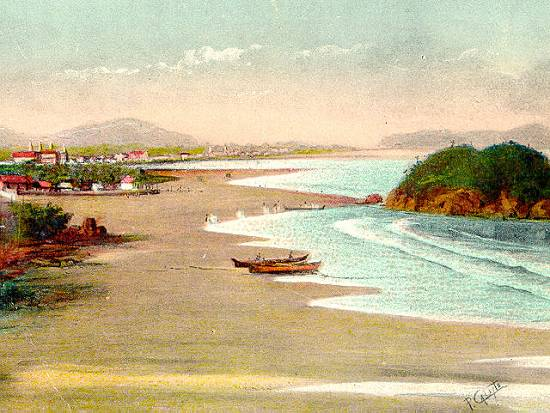
José Menino e Ilha Urubuqueçaba
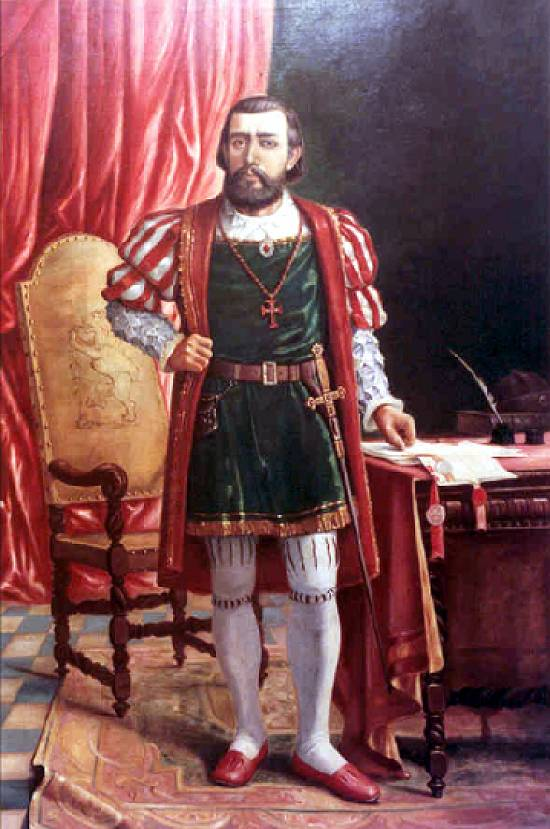
Martim Afonso de Sousa
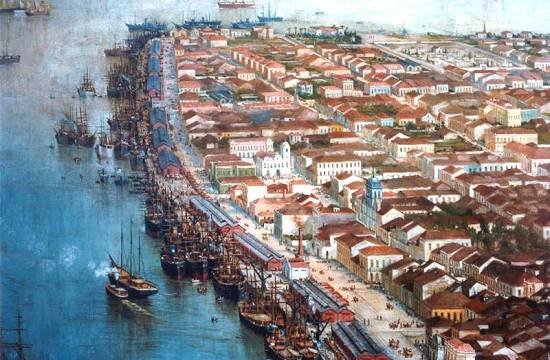
Santos em 1910
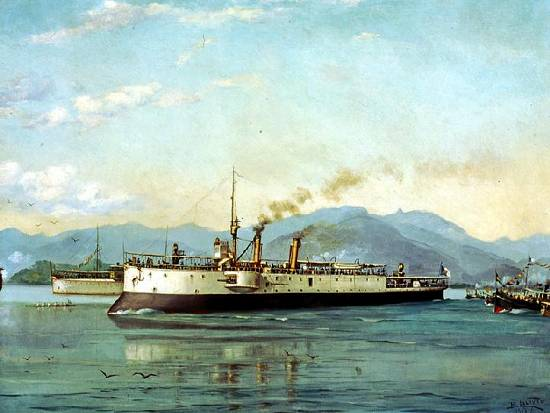
Barco no Porto de Santos
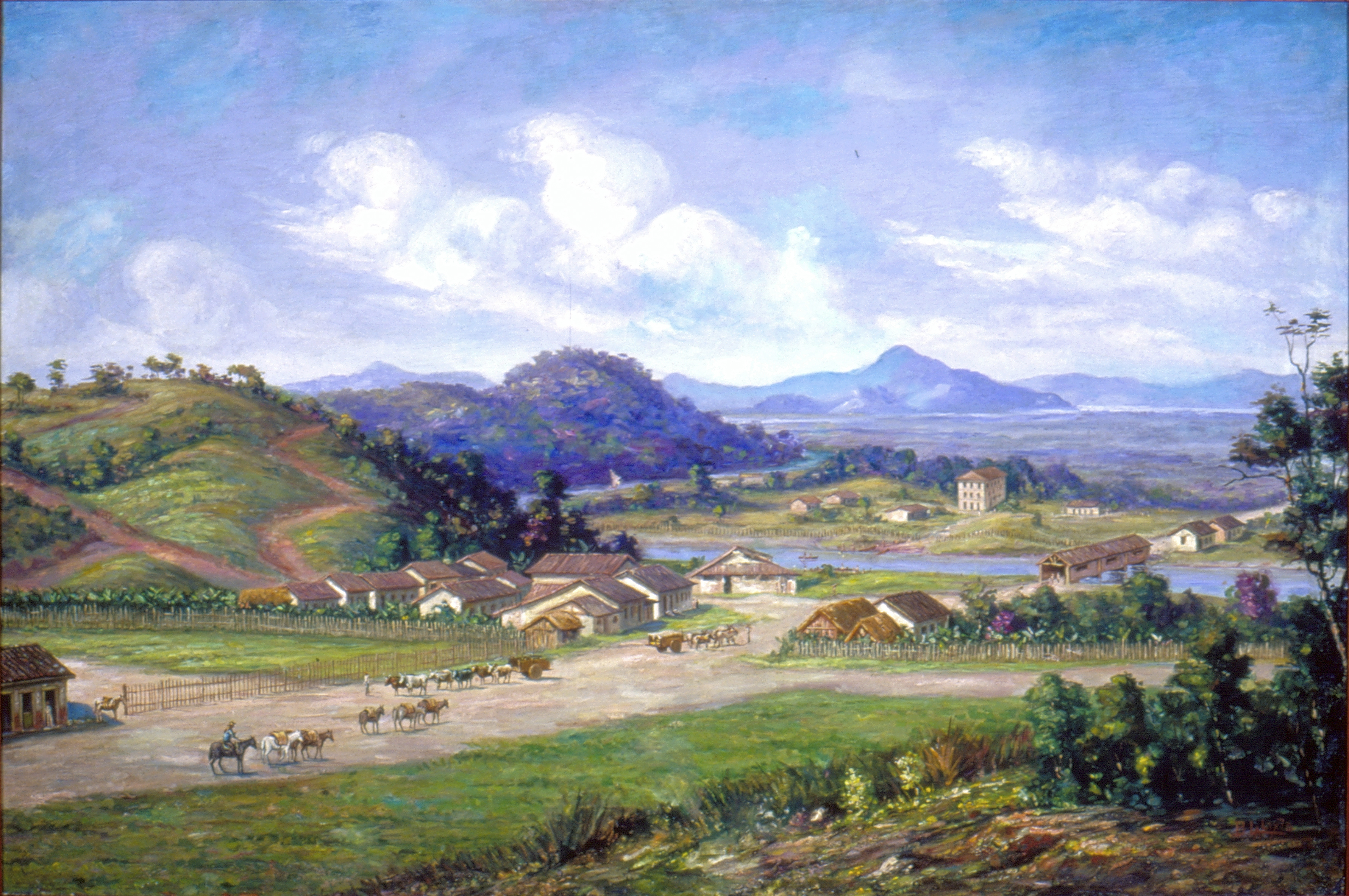
Cubatão
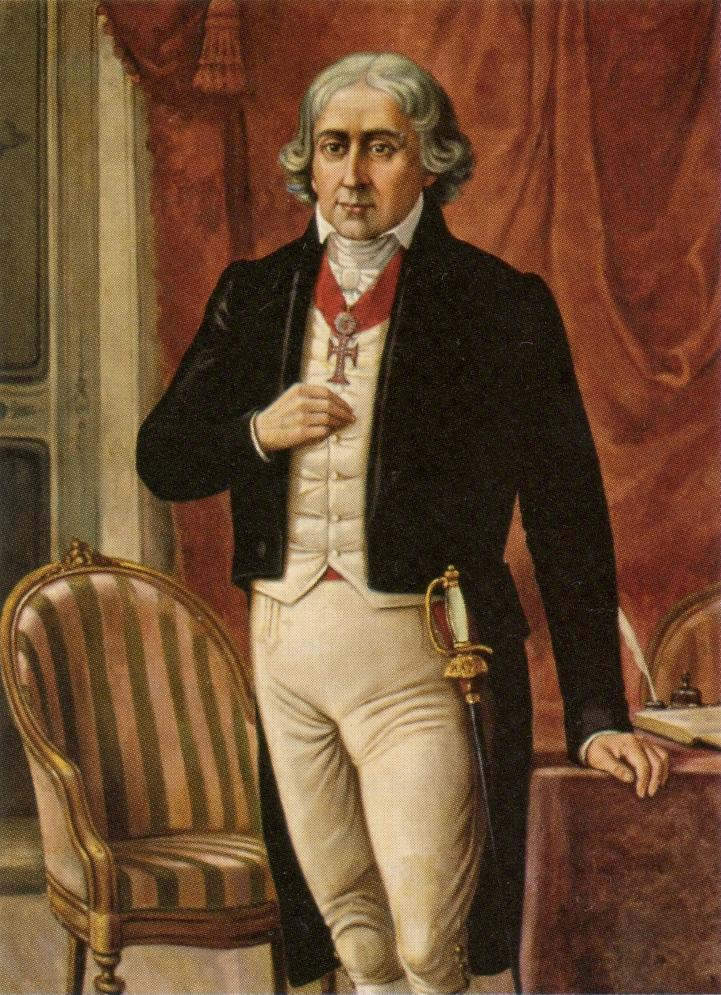
José Bonifácio
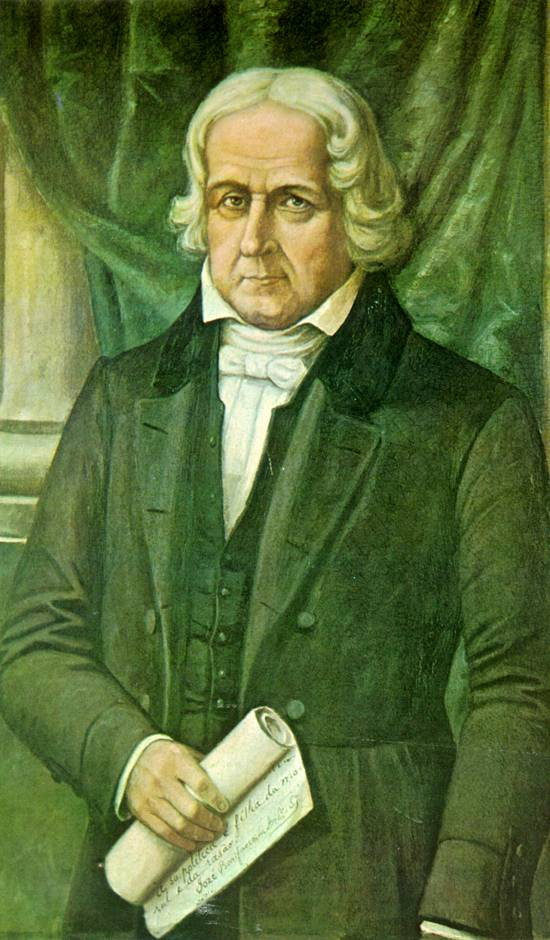
José Bonifácio
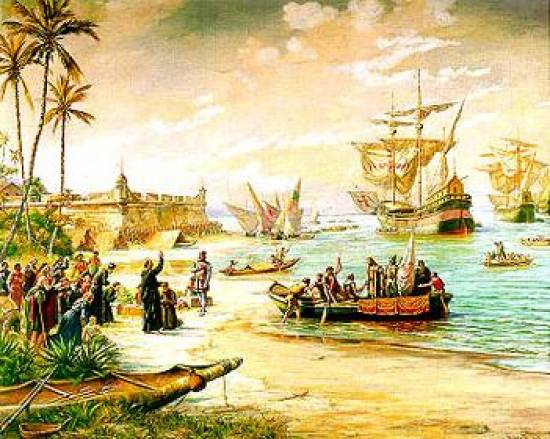
Partida de Estácio de Sá